# فاصولياء بيضاء (طبق)
الفاصولياء طبق عثمانيّ الأصل، وقد دخل تركيّا في القرن الثّامن عشر عن طريق الأوروبيين الّذين وصلتهم حبوب الفاصوليا في القرن السّادس عشر من أمريكا، إذ تُعرف الأخيرة باحتوائها أكثر من 200 نوع من الفاصوليا الخضراء والمجفّفة. 1

## مكوّنات ومقادير الطّبخة التّقليديّة التّركيّة
·   	1 كوب فاصوليا بيضاء
·   	1 بصلة متوسّطة، مفرومة
·   	4 حبات طماطم كبيرة مبشورة
·   	1-2 ملعقة كبيرة صلصة طماطم
·   	1 ملعقة كبيرة سمن بلدي
·   	2-3 فصّ ثوم مفروم
·   	1 مرقة لحم
·   	1 حبّة جزر مقطّعة مكعّبات
·   	1 ملعقة كبيرة شبت مفروم
·   	ملح وفلفل.

## طريقة التّحضير
- تغسل الفاصوليا جيدا، وتوضع في وعاء وتنقع في الماء لمدة 2-3 ساعات.
- في إناء متوسط يغلى ماء على درجة حرارة متوسّطة، وتضاف الفاصوليا وتترك لتغلي حتّى تنضج.
- تصفّى في مصفاة وتغسل بالماء الجاري.
- في إناء متوسّط يسخّن السّمن على درجة حرارة متوسّطة.
- يضاف البصل ويقلّب حتّى يصبح لونه أصفر، ثم يضاف اللّحم، ويقلّب لمدّة 5 دقائق أخرى.
- ثمّ تضاف مرقة اللّحم، ويترك ليُطهى لمدّة 15 دقيقة مع إضافة ماء إذا لزم.
- في الخلّاط، تضرب الطّماطم مع 1/4 كوب ماء.
- تضاف إلى الإناء ثم تضاف الفاصوليا.
- تضاف صلصة الطّماطم والثّوم والجزر والشّبت و1/2 كوب ماء وتتبّل بالملح والفلفل.
- يغطّى الإناء وتخفض درجة الحرارة ويترك لمدة 25- 30 دقيقة حتى يطهى.[1]

## المعلومات الغذائيّة
الفاصوليا البيضاء غنيّة جدا بالأحماض الأمينيّة، التي تعمل على تكوين البروتينات المختلفة، وغنيّة أيضا بالألياف، والمعادن، المهمّة والمفيدة لصحّة الإنسان.
نصف كوب يشكل حصّة من أي نوع من الفاصوليا ، بما في ذلك الفاصوليا البيضاء. في تلك الحصّة من حبوب الكانيلوني ، ستحصل على 125 سعرًا حراريًا ، و 9 جرامات من البروتين ، وأثر دهون و 23 جرامًا من الكربوهيدرات ، 6 منها من الألياف.
وتمتلك قيمة غذائيّة عالية، فهي:
·       خالية من الكوليسترول.
·       منخفضة الدّهون.
·       صدر جيد للألياف والبروتين.
·       منخفضة الصّوديوم.

### الفوائد الصحّيّة للفاصوليا البيضاء
من فوائد الفاصوليا البيضاء أنّها مصدرًا جيّدًا للألياف الغذائيّة المفيدة، فهي تساعد في تحسين وتعزيز صحة عمليّة الهضم لديك والجهاز الهضميّ ككلّ، والجدير بالذّكر أنّ هناك نوعين من الألياف الغذائيّة:

#### الألياف الغذائيّة الذّائبة بالماء
أي تلك التي تذوب لتشكّل مادّة مشابهة للجلّ عند مزجها مع الماء، ولها العديد من الفوائد الصّحّيّة، مثل: الحفاظ على مستوى السّكر في الدّم، وخفض الكوليسترول المرتفع.

#### الألياف الغذائيّة غير الذّائبة بالماء
ومن اسمها هي لا تذوب بالماء، وتمر عبر الجهاز الهضميّ وتحمي من الإصابة بالإمساك والبواسير.
هذا وتحتوي الفاصوليا البيضاء على الألياف الغذائيّة الذّائبة بالماء، فكلّ كوب منها يضمّ 54% من الحصّة اليوميّة اللّازمة من هذه الألياف.